# Robert Deleuse
 (septembre 2010).
Si vous disposez d'ouvrages ou d'articles de référence ou si vous connaissez des sites web de qualité traitant du thème abordé ici, merci de compléter l'article en donnant les références utiles à sa vérifiabilité et en les liant à la section « Notes et références ».
Robert Deleuse, né au Cannet dans les Alpes-Maritimes, le 17 juillet 1950 et mort le 20 juillet 2023 à Vernante, est un romancier, nouvelliste, essayiste, adaptateur, traducteur, concepteur d'événements littéraires.

## Biographie
Né au Cannet (dans les Alpes Maritimes, le 17 juillet 1950,Robert Deleuse passe l'essentiel de ses vingt premières années à Grasse où sa famille maternelle s'était installée depuis 1927, en provenance du Piémont.
Élève au Collège National de garçons puis à l'Institut Fénelon, il poursuit ses études secondaires aux Cours Cannois et ses études supérieures à l'UER des Lettres et Sciences humaines de Nice où il obtient, sous l'autorité de Jean Poirier, une licence d'ethnosociologie et participe à la création et à la programmation de la Semaine du cinéma en sciences humaines fondée par Claude De Vos avec la collaboration de Jean-Antoine Gili.
Sursitaire, il est appelé sous les drapeaux où, à la faveur d'une permission et en conformité avec ses engagements, il fausse compagnie à son régiment (le 33e régiment du génie, stationné en RFA) en janvier 1976 et entre en clandestinité. 
Son père décède le 23 octobre de la même année.
S'ensuivent six années partagées entre le souterrain et l'exil, entre la France (Marseille, Nîmes, Uzès, Lyon, Paris) et l'Europe (Gênes, Milan, Zürich, Turin, Aveiro, Lisbonne, Edinburgh) au cours desquelles il survit de métiers au noir : veilleur de nuit, documentaliste, manœuvre, précepteur...
Amnistié après l'élection présidentielle de 1981, il se fixe à Paris à la remorque d'emplois intérimaires avant d'être engagé, en 1984, par la nouvelle Maison des écrivains, sous tutelle du ministère de la Culture, au poste de secrétaire administratif.
Simultanément à ses fonctions, il conçoit et programme en 1987 pour cette même Maison des écrivains (sous la direction d'Hugues de Kerret) le Trans Polar Express, une semaine d'évènements multimédias disséminés à Paris, autour du roman policier hexagonal.
Il réalise également un long entretien avec et sur l'écrivain François Coupry intitulé Le singe qui fait le singe, pour la revue Roman n° 20. 
Il quitte Paris pour Fontenay-sous-Bois.
En 1988, le magazine Lire de Bernard Pivot le charge d'agencer le rayon « roman policier » de sa Bibliothèque idéale, publiée aux éditions Albin Michel et la revue littéraire Roman lui confie son numéro 24 consacré au roman policier, où figure la première étude sur le roman noir européen, intitulée Descente dans l'Europolar.
En 1989, il retraduit puis coadapte La Vie que je t'ai donnée de Luigi Pirandello (Actes-Sud/Papiers), pièce créée au Théâtre Hébertot, dans une mise en scène de Michel Dumoulin, avec Maria Casarès, Catherine Rétoré, Monique Chaumette, Jean Pommier, Suzel Goffre...
En 1990, il donne sa démission de la Maison des écrivains.
En 1991, il est le conseiller artistique et l'un des deux concepteurs de La ville est un roman, évènement à caractère international, sur le cent-cinquantenaire du roman policier, produit par le Conseil Général de Seine-Saint-Denis et lors duquel sera inaugurée la première voie publique portant le nom de Dashiell Hammett, père du roman noir, victime du maccarthisme.
La revue Nouvelles, Nouvelles (dirigée par Daniel Zimmermann et Claude Pujade-Renaud) lui confie son n° 22 sur le roman policier. Il publie son premier roman Retour de femme et Les Maîtres du roman policier, première encyclopédie mondiale sur le genre, traduite au Japon.
En 1992, il publie son deuxième roman, Anatomie d'un suicide (dans lequel apparaît le néologisme "journal extime", abusivement attribué dix ans plus tard à Michel Tournier) et un essai remarqué : À la poursuite de James Hadley Chase. Jean-François Josselin lui consacre à cette occasion l'entière page de sa chronique dans Le Nouvel Observateur. Il écrit également un roman pour la jeunesse, Un pavé dans la mare et reprend pour La Revue nouvelle, en Belgique, son étude sur le roman noir européen (parue en 1988). 
Dans le cadre de Futurolire (fête du livre en Nord-Isère), il conçoit pour la ville de Bourgoin-Jallieu une enquête policière grandeur nature dont les investigateurs sont les habitants eux-mêmes. Il est également conseiller littéraire de Polar en Seine, opération conçue et orchestrée par la vidéothèque de Paris.
En 1994, il publie une biographie, Cartouche, prince des voleurs et son troisième roman, Vues sur guet-apens.
Le Ministère des Affaires étrangères lui confie la rédaction d'un Livret sur les romans policier et noir français destiné aux bibliothèques d'ambassades, repris sur le site internet du Ministère.
Il quitte Fontenay-sous-Bois et s'installe à La Rochelle.
En 1996, il publie un roman, Monsieur Personne et est interviewé par le quotidien économique Les Échos sur la situation du roman noir.
En 1997, il publie trois romans : Curriculum Vital, Une maison derrière la dune, La bête au bois dormant et réalise un long entretien avec et sur Didier Daeninckx intitulé Correspondances
La revue Les Temps modernes fait appel à lui pour écrire (dans son numéro 595 dirigé par Jean Pons), une étude historique sur le roman noir français intitulée Petite histoire du roman noir français et la revue Atout lire pour une Invitation au roman italien (de Svevo à Pontiggia).
Il signe deux scénarios radiophoniques L'inconnu du port de plaisance, Des mains pleines de doigts pour France Inter et rédige pour la revue Atout Lire une étude sur Le Roman noir hors la ville.
Sa tétralogie noire intitulée Chroniques d'une ville exemplaire et composée de quatre romans (Retour de femme, Anatomie d'un suicide, Vues sur guet-apens, Curriculum Vital), publiée entre 1991 et 1997 aux éditions Denoël, est d'une grande originalité dans sa conception. Il s'est en effet agi pour l'auteur d'édifier une suite romanesque en quatre tableaux et à trois étages. Tout d'abord, faire d'une ville moyenne créée de toutes pièces le symbole d'un pays moyen à un instant déterminé de son Histoire et de ses actualités. Ensuite, conjuguer toutes les écoles du roman dit policier dans une forme plus ou moins subvertie : ainsi le roman noir classique (avec Retour de femme), le roman de procédure (avec Anatomie d'un suicide), le suspens croisé (avec Vues sur guet-apens), le thriller renversé (avec Curriculum Vital). Enfin, créer une architectonie personnalisée pour chacun d'eux (respectivement linéaire, segmentée, répartie, enchâssée) avec, à l'intérieur même de toute cette construction, des passerelles tendues vers des romans de l'Autre littérature...
En 1998, il retourne à Cannes.
En 1999, il publie deux romans : Un petit regain d'enfer et L'Epervier de Belsunce. Il signe un troisième scénario radiophonique, Confession au procureur de la République, pour France-Inter.
Dans le cadre de Lire en Fête, il conçoit pour la ville de Grasse une semaine d'animations intitulée Un parfum de roman noir.
En 2000, il publie un roman, La Mante des Grands-Carmes et participe à l'ouvrage collectif de nouvelles, Les Sept Familles du polar (publiées par le quotidien Libération) sous la direction de Jean-Bernard Pouy.
Les deux romans (L'Epervier de Belsunce et La Mante des Grands-Carmes) publiés en 1999 et 2000 aux éditions du Seuil, constituent un diptyque marseillais dans lequel se croisent de nouveau l'Histoire et l'actualité. Là encore, l'auteur s'affranchit des codes du roman noir dès les coupures de presse placées en exergue et qui donnent d'emblée au lecteur une voire plusieurs clefs de l'enquête à venir. Par ailleurs aussi, les personnages centraux portent des patronymes qui font directement référence à des protagonistes de la littérature populaire du XIXe siècle, soit sous leur forme originale, soit sous une forme apocope ou anagrammique. Quant à la métropole phocéenne, protagoniste principale du diptyque, elle y est mise en relation avec d'autres villes européennes telles que Lisbonne et Edinburgh...
En 2001, il est nommé sociétaire-adjoint de la SACD (Société des auteurs et compositeurs dramatiques).
En 2002, il participe au numéro spécial de la revue Autrement autour du service militaire, sous la direction de Marc Bessin.
En 2003, il collabore au numéro spécial de la Quinzaine littéraire sur le roman policier et rédige pour le Dictionnaire des littératures policières, sous la direction de Claude Mesplède (Ed. Joseph K.), les articles sur Boileau-Narcejac, Alexandre Dumas, Paul Féval, Graham Greene, Patricia Highsmith, Sébastien Japrisot, Eugène Sue, Robert van Gulik.
En 2004, il publie un roman, La Véritable affaire de la rue Morgue et participe à l'ouvrage collectif Trente-six nouvelles pour l'Humanité, dans le cadre du centenaire du quotidien fondé par Jean Jaurès. 
Sa mère décède le 12 février.
En 2005, il publie un court roman, Fait d'hiver cours Saleya et participe à l'ouvrage collectif, Histoire et dictionnaire de la police à travers une étude intitulée Roman des policiers et policiers de romans.Il participe au recueil de nouvelles sur les discriminations, à l'initiative du MRAP, ouvrage qui parait aux éditions Syllepse.
En 2006, il rédige pour la deuxième édition du Dictionnaire des littératures policières, sous la direction de Claude Mesplède (Ed. Joseph K.), quatre articles supplémentaires sur François Bon, Emmanuel Bove, Franco Vegliani, Remigio Zena.
En 2007, il rédige pour l'Encyclopædia Universalis des articles sur Patricia Highsmisth, John Le Carré et Léo Malet. Une notice bio-bibliographique lui est consacrée dans le Dictionnaire des littératures policières.
En 2011, il quitte Cannes et s'installe à Tende, un village du haut-pays azuréen.
En 2012, il publie une version revue et amoindrie de son quatorzième roman intitulé Un dernier coup de théâtre qui plonge le lecteur dans une traversée inédite et dissidente du XXe siècle et qui lui aura coûté six ans de recherches et d'écriture.
Cette somme romanesque peut être considérée à la fois comme une synthèse de tous ses travaux antérieurs mais aussi comme leur aboutissement dans la mesure où sa configuration architectonique est ici poussée jusqu'à une totale symétrie et où ses appels aux référents romanesques adoptent une grande multiplicité. Mais elle transgresse également les travaux précédents de l'auteur par son étendue temporelle (récits décalés d'un XXe siècle plus ou moins occulté) et littéraire puisqu'on peut lire cette somme comme une sorte de roman-feuilleton (historique, sentimental, politique, culturel) organisé autour d'une centaine de personnages et de figurants issus de la multitude anonyme.
Cette même année, il adhère à Amnesty International et une fiche biobibliographique (complément de la présente) lui est consacrée sur le site de la Maison des écrivains et de la littérature.
En 2014, les éditions du Seuil rééditent son roman Un petit regain d'enfer (paru en 1999) qui se situe au sortir de la Première Guerre mondiale, tout en présentant une version à contre-pied de celle-ci, assortie d'événements peu connus ou non encore retenus par les historiens officiels. 
Il réalise également un entretien avec l'écrivain Georges-Olivier Châteaureynaud qui figure sur son site…
En septembre 2019, il quitte le village de Tende, en France (dans la vallée de la Roya) pour la commune de Vernante, en Italie (dans le nord du Piémont), à une dizaine de kilomètres de Limone que ses grands-parents maternels (sa future mère, son futur oncle et une tante qu'il n'a pas connue) avaient dû quitter en 1927, sous le fascisme...

## Quelques romans de l'auteur vus par la critique

### À propos deRetour de femme
« La Série Noire n'est pas la seule collection à accueillir des auteurs français de qualité : Sueurs froides, chez Denoël, le fait aussi et l'on ne peut que recommander l'excellent Retour de femme de Robert Deleuse »

— Le Magazine littéraire

« Précision, subtilité, goût de la phrase bien faite. Deleuse ne laisse rien au hasard. »

— Lire

« Cette terrible histoire de vengeance au suspense bien maîtrisé est là pour attester, une fois de plus, que le roman noir français est décidément un roman de la mémoire. »

— Les Lettres françaises

### À propos deAnatomie d'un suicide
« Anatomie d'un suicide est l'un des tout meilleurs polars de l'année et l'un des plus originaux dans sa structure »

— Le Méridional

« Innovation dans le style et l'écriture de Robert Deleuse qui montre que le monde du polar n'a plus de secret pour lui. »

— La Marseillaise

« Un superbe polar construit comme une enquête réelle où tout nous est transcrit dans les moindres détails. »

— L'Écho de la presqu'île

### À propos deVues sur guet-apens
« Délinquance en col blanc et perversion sexuelle sont au rendez-vous de ce 'Vues sur guet-apens, un roman pas comme les autres dans lequel Robert Deleuse effectue une synthèse au deuxième degré du roman noir. »

— Le Républicain lorrain

« Au milieu de cette histoire très noire, la délicatesse avec laquelle l'auteur nous dépeint la progression des sentiments qui lient certains personnages apporte une bouffée d'air frais dans cette descente aux enfers. »

— Le Dauphiné libéré

### À propos deCurriculum Vital
« Ce qu'il y a de remarquable et de réussi dans ce Curriculum Vital, c'est qu'avec des références historiques abondantes et fort complexes, Deleuse parvient à une structure très limpide et cohérente. Un roman très bien construit à l'écriture parfaitement maîtrisée »

— Panorama de France Culture

« Curriculum Vital pourrait être un prototype de roman virtuel, Robert Deleuse s'y amuse à un étonnant exercice. En le vouvoyant poliment, il piège le lecteur en beauté. Et ce dernier en redemande. »

— La Liberté de Fribourg

« Robert Deleuse dont chaque nouvelle, chaque roman interpelle, publie le quatrième et le dernier volet de ses Chroniques d'une ville exemplaire. C'est du polar mode d'emploi dans un cycle à nul autre pareil. »

— Le Républicain lorrain

### À propos deMonsieur Personne
« Lecteur à l'équilibre psychologique précaire s'abstenir : avec son Monsieur Personne, Robert Deleuse vous entraîne à la suite d'un homme amené aux rives de la folie. Un cauchemar digne de la série Le Prisonnier. »

— L'Humanité

« Un roman qu'on ne lâche pas, un piège diabolique dont les courtes phrases et le dialogue percutant maintiennent dans un état de tension et d'inquiétude savamment dosé. »

— Atout lire

« À partir d'éléments quotidiens, ordinaires, et a priori rassurants, Robert Deleuse construit un monde inquiétant dans un univers kafkaïen. »

— Var Matin

### À propos d'Une maison derrière la dune
« Le héros d' Une maison derrière la dune de Robert Deleuse est un écrivain qui vient dans une petite ville de la côte atlantique pour en chanter les louanges et tombe par hasard sur un fait divers qui va bouleverser le scénario initial. L'écrivain devient alors un témoin gênant qui réveille les mauvais souvenirs de la ville. »

— Sud-Ouest

« Invité à résider dans une station balnéaire dont il doit faire le cadre de son prochain roman, le protagoniste découvre que la maison qu'il habite fut le lieu d'un suicide. Un bon policier, sarcastique et drôlement efficace. »

— Lire

### À propos d’Un petit regain d'enfer
« Avec Un petit regain d'enfer,Deleuse a déniché derrière les trous d'obus de l'Histoire un terrain parfaitement miné pour nous balancer une rengaine de mort dans l'enfer de 14-18... et le roman qui s'y déroule se tient la tête haute au soleil. »

— La Wallonie

« Évoquant en toile de fond la Première Guerre mondiale, son cortège d'horreurs et d'épisodes peu connus, Deleuse se sert des parenthèses de l'Histoire dans un but de dénonciation, étant entendu que l'homme demeure au centre de ses préoccupations. »

—  Luxemburger Wort

« Deleuse nous livre une fiction enlevée, documentée, enracinée dans un passé qui refuse de mourir. »

— Nice-Matin

### À propos deL'Épervier de Belsunce
« Dans une intrigue assez complexe, L’Épervier de Belsunce  nous présente un merveilleux personnage, vraiment libre, qui donne envie, rare avouons-le pour un polar, de relire certains passages qui sont d'une finesse étonnante. »

— Verso

« Cette histoire plonge ses racines dans la Seconde Guerre mondiale, le conflit d'Algérie, les scandales politiques. Et Deleuse, parfaitement documenté, a l'art de s'en servir comme révélatrice d'une autre époque: la nôtre. »

— Luxemburger Wort

« En traçant le destin de ses personnages, Deleuse esquisse une remarquable monographie de Marseille, où la ville est le véritable personnage, omniscient, qui engloutit des existences, parfois les recrache, mais possède l'âme de chacun. »

—  L'Humanité-Dimanche

### À propos deLa Mante des Grands-Carmes
« Avec la Mante des Grands-Carmes,Robert Deleuse ajoute la profondeur de l'Histoire à l'observation attentive de la ville aujourd'hui. »

—  Le Monde

« La précision, le souci du détail, le goût de l'intrigue subtile et du suspens haletant. Robert Deleuse piège ses lecteurs avec la même habileté que ses personnages... »

— Nice-Matin

« Les villes de Robert Deleuse sont plus que de simples décors. Par leur histoire et leur population, elles portent en elles-mêmes certains secrets dont l'auteur rend compte avec le souci permanent de la documentation. »

— Luxemburger Wort

### À propos d'Un dernier coup de théâtre
« C'est presque un luxe que de se plonger dans le dernier Robert Deleuse. Un luxe, car il faut prendre son temps pour venir à bout de ce pavé de six cents pages qui se situe aux antipodes des romans fast-food, vite écrits, vite lus, vite digérés et dont il ne restera vite rien. »

—  Service littéraire

« Peuplé de références littéraires et cinématographiques, ce roman dense est d'une grande richesse. L'écrivain a réussi son pari : sortir son lecteur des sentiers battus. »

—  L'Est-Eclair

« Le roman est bâti en chapitres-blocs qui coulent sans alinéa. Chaque chapitre est conçu comme une pierre indispensable à la construction.  A la lecture, impossible de lâcher un chapitre en cours. Du beau, du grand travail, qui procure plaisir et réflexion. Un vrai roman, loin du convenu et du banal. »

—  La Cause littéraire

« Le récit est certes une enquête fascinante et labyrinthique, un puzzle dont chaque pièce s'emboîte à la précédente de manière diabolique, mais c'est surtout une véritable traversée du siècle, jetant une lumière crue sur les ombres et les secrets bien gardés de l'histoire officielle. Une œuvre magnifique. »

—  L'Humanité

## Œuvre

### Romans

#### SérieChroniques d'une ville exemplaire
1. Retour de femme. Paris : Denoël, 1991, 229 p. (Sueurs froides).  (ISBN 2-207-23840-7)
2. Anatomie d'un suicide. Paris : Denoël, 1992, 213 p. (Sueurs froides).  (ISBN 2-207-23954-3)
3. Vues sur guet-apens. Paris : Denoël, 1994, 251 p. (Sueurs froides).  (ISBN 2-207-24035-5)
4. Curriculum vital. Paris : Denoël, 1997, 203 p. (Sueurs froides).  (ISBN 2-207-24577-2)

#### SérieMémoires d'une métropole
1. L'Épervier de Belsunce. Paris : Éd. du Seuil, 1999, 243 p. (Points ; 645).  (ISBN 2-02-033813-0)
2. La Mante des Grands-Carmes. Paris : Éd. du Seuil, 2000, 195 p. (Points ; 803).  (ISBN 2-02-033814-9)

#### Autres romans
- Un pavé dans la mare / dessins de Virginie Broquet. Paris : Syros, 1992, 127 p. (Souris noire. Plus ; 31).  (ISBN 2-86738-848-1). Rééd. Paris : Syros jeunesse, 1998, 125 p. (Souris noire ; 24).  (ISBN 2-84146-577-2)
- Monsieur Personne. Paris : Métailié, 1996, 120 p. (Troubles).  (ISBN 2-86424-218-4)
- La Bête au bois dormant. Paris : Baleine, 1997, 177 p. (Le Poulpe).  (ISBN 2-84219-103-X)
- Une maison derrière la dune. Paris : Seuil, 1997, 209 p. (Collection dirigée par Claude Gutman).  (ISBN 2-02-029142-8)
- Un petit regain d'enfer. Paris : Seuil, 1999, 216 p. (Collection dirigée par Claude Gutman).  (ISBN 2-02-033755-X)
- La Véritable affaire de la rue Morgue. Paris : Eden, 2004, 155 p.  (ISBN 2-913245-95-1)
- Fait d'hiver cours Saleya. Paris : Autrement, 2005, 109 p. (Noir urbain).  (ISBN 2-7467-0671-7)
- Un Dernier coup de théâtre, Paris : Le Cherche Midi, 2012, 578 p.  (ISBN 978-2-7491-2153-6)

### Essais
- Les Maîtres du roman policier. Paris : Bordas, 1991, 254 p. (Les compacts ; 24).  (ISBN 2-04-019557-2)
- À la poursuite de James Hadley Chase. Paris : Presses de la Renaissance, 1992, 287 p. (Les essais).  (ISBN 2-85616-641-5)
- Cartouche, prince des voleurs. Paris : Dagorno, 1994, 170 p. (Mort ou vif ; 1).  (ISBN 2-910019-09-8)
- Le Polar français / publ. par le Ministère des affaires étrangères, Sous-direction de la politique du livre et des bibliothèques ; avant-propos, Yves Mabin. Paris : ADPF, 1995, 152 p.-[19] f. de pl.  (ISBN 2-911127-19-6)

### Scénarios radiophoniques
- L'Inconnu du port de plaisance. France-Inter (Nuits noires), 1997
- Des mains pleines de doigts. France-Inter (Nuits noires), 1997
- Confession au procureur de la République. France-Inter (Nuits noires), 1999

### Traductions et adaptations
- Giorgio Scerbanenco. Six jours de préavis. Bordeaux : le Mascaret, 1989, 219 p. (Le Mascaret noir). Trad. de : Sei giorni di preavisio.  (ISBN 2-904506-25-X)
- Luigi Pirandello. La Vie que je t'ai donnée / adapt. de Michel Dumoulin et Robert Deleuse ; d'après la trad. de Robert Deleuse. Paris : Actes Sud-Papiers, 1989, 44 p. (Théâtre). Trad. de : La Vita che ti diedi.  (ISBN 2-86943-219-4)